# Síně Mandosu
Síně Mandosu jsou fiktivním místem v Tolkienově světě Středozemi, kde sídlí duše mrtvých a domov jejich pána Náma, častěji zvaného Mandos. Stojí na západním pobřeží Valinoru a jejich okna jsou otočeny k Vnějšímu Moři. Jak přibývá mrtvých, jejich velikost se zvětšuje. Jejich zdi pokrývají gobelíny vytvářené Tkadlenou Vairë, vyprávějící příběhy Světa. Zde přebývají duše mrtvých Elfů i Lidí očekávající jejích rozdílné osudy – Zatímco Lidé jsou souzeni Mandosem v jiných síních před jejich odchodem z Ardy. Elfové zde dlí, jen určitý čas než se jejich fea očistí, a poté se mohou vrátit zpět do světa. Jako příklad lze uvést Glorfindela, Který padl v boji s balrogem, při ochraně uprchlíků z Gondolinu (1. věk). Po smrti se ale vrátil do Středozemě a pobýval v Imladris (Roklinka), kde ke konci 3. věku zachránil Froda před Nazgûly.
Tyto síně jsou proto také nazývány Síně Očekávání.